# Simon Poulsen
Simon Busk Poulsen (Sønderborg, 7 ottobre 1984) è un allenatore di calcio ed ex calciatore danese di origini nigeriane, di ruolo difensore.

## Caratteristiche tecniche
Terzino sinistro abile in fase di spinta e nel crossare essendo dotato di un buon piede mancino; nato come esterno offensivo, viene reinventato come esterno difensivo da Louis van Gaal nel 2008.

## Carriera

### Club

#### Gli Inizi: SønderjyskE e Midtjylland
Cresciuto nelle giovanili del Sønderjysk Elitesport, dalla stagione 2002-2003 milita in prima squadra.
Nella stagione 2004-2005 il SønderjyskE vince la 1. Division e conquista la promozione in Superligaen 2005-2006; Simon gioca 21 partite mettendo a segno 6 gol.
Nel giugno 2005 Simon si accorda con il Midtjylland per trasferirsi ad Herning a partire dalla stagione 2006-2007, visto che il proprio contratto con il SønderjyskE è in scadenza nel luglio 2006.
Il 20 luglio 2005 fa il suo esordio in Superligaen nel match Nordsjælland-SønderjyskE 1-1. Giocherà altre 4 partite di Campionato prima di essere ceduto al Midtjylland nell'agosto 2005 in cambio di Thomas Rathe.

#### AZ Alkmaar
Con le Ulvene rosso-nere colleziona in totale 68 presenze e 5 gol tra Superligaen ed Europa League, prima di venire acquistato il 23 dicembre 2007 dall'AZ Alkmaar per 3,6 milioni di euro.
L'allora tecnico degli olandesi van Gaal lo colloca nel ruolo inedito di terzino sinistro; Simon gioca in 5 stagioni con i Cheese Farmers 93 partite di Eredivisie segnando in totale 6 gol e vincendo la Eredivisie 2008-2009 e la Supercoppa d'Olanda 2009.

#### Sampdoria
Il 25 agosto 2012, svincolatosi dall'AZ Alkmaar, trova l'accordo con la Sampdoria e sceglie la maglia numero 15.
Il 30 settembre fa il suo esordio con la maglia blucerchiata e in Serie A nella partita Sampdoria-Napoli 0-1, subentrando all'87' a Gaetano Berardi. Sia con mister Ferrara che con il suo sostituto, Delio Rossi, Simon non riesce a ritagliarsi uno spazio nella squadra titolare concludendo così la sua prima stagione in blucerchiato con solo 7 presenze in Serie A.
Pur rimanendo sotto contratto con la Sampdoria, nella stagione 2013-2014 viene messo fuori squadra insieme al compagno di squadra Enzo Maresca. Nel mese di ottobre viene rientegrato in rosa e gli viene assegnata la divisa numero 35.
Il 16 gennaio 2014 la Samp comunica di aver risolto consensualmente il contratto economico in essere con il calciatore.

#### Ritorno all'AZ
Il 20 gennaio fa ritorno all'AZ Alkmaar. In un anno e mezzo gioca 53 partite segnando 3 gol tra campionato e coppe.

#### PSV Eindhoven
Il 15 maggio 2015, in scadenza di contratto, si accorda con il PSV, firmando un accordo biennale con la squadra campione in carica in Eredivisie.

### Nazionale
Simon ha 25 presenze ed 1 gol con le maglie delle Nazionali giovanili della Danimarca, di cui 7 in Under-19, 7 in Under-20 e 11 in Under-21.
Nel 2006 viene convocato dal ct dell'Under-21 Serritslev per partecipare all'Europeo di categoria che si è tenuto in Portogallo.
Il 28 marzo 2007 esordisce nella Nazionale maggiore nella partita Germania-Danimarca 0-1 subentrando a Dennis Rommedahl al 76º minuto.
Ha partecipato con la Nazionale danese ai Mondiali 2010 e agli Europei 2012.

## Statistiche

### Cronologia presenze e reti in nazionale
| Cronologia completa delle presenze e delle reti in nazionale ― Danimarca | Cronologia completa delle presenze e delle reti in nazionale ― Danimarca | Cronologia completa delle presenze e delle reti in nazionale ― Danimarca | Cronologia completa delle presenze e delle reti in nazionale ― Danimarca | Cronologia completa delle presenze e delle reti in nazionale ― Danimarca | Cronologia completa delle presenze e delle reti in nazionale ― Danimarca | Cronologia completa delle presenze e delle reti in nazionale ― Danimarca | Cronologia completa delle presenze e delle reti in nazionale ― Danimarca |
| Data                                                                     | Città                                                                    | In casa                                                                  | Risultato                                                                | Ospiti                                                                   | Competizione                                                             | Reti                                                                     | Note                                                                     |
| ------------------------------------------------------------------------ | ------------------------------------------------------------------------ | ------------------------------------------------------------------------ | ------------------------------------------------------------------------ | ------------------------------------------------------------------------ | ------------------------------------------------------------------------ | ------------------------------------------------------------------------ | ------------------------------------------------------------------------ |
| 20-1-2007                                                                | Carson                                                                   | Stati Uniti                                                              | 3 – 1                                                                    | Danimarca                                                                | Amichevole                                                               | -                                                                        | 68’                                                                      |
| 24-1-2007                                                                | San Salvador                                                             | El Salvador                                                              | 1 – 0                                                                    | Danimarca                                                                | Amichevole                                                               | -                                                                        | 46’                                                                      |
| 27-1-2007                                                                | Tegucigalpa                                                              | Honduras                                                                 | 1 – 1                                                                    | Danimarca                                                                | Amichevole                                                               | -                                                                        | 65’                                                                      |
| 28-3-2007                                                                | Duisburg                                                                 | Germania                                                                 | 0 – 1                                                                    | Danimarca                                                                | Amichevole                                                               | -                                                                        | 76’                                                                      |
| 17-11-2007                                                               | Belfast                                                                  | Irlanda del Nord                                                         | 2 – 1                                                                    | Danimarca                                                                | Qual. Euro 2008                                                          | -                                                                        | 80’                                                                      |
| 21-11-2007                                                               | Copenaghen                                                               | Danimarca                                                                | 3 – 0                                                                    | Islanda                                                                  | Qual. Euro 2008                                                          | -                                                                        | 73’                                                                      |
| 27-5-2010                                                                | Aalborg                                                                  | Danimarca                                                                | 2 – 0                                                                    | Senegal                                                                  | Amichevole                                                               | -                                                                        | 46’                                                                      |
| 5-6-2010                                                                 | Atteridgeville                                                           | Sudafrica                                                                | 1 – 0                                                                    | Danimarca                                                                | Amichevole                                                               | -                                                                        | 35’                                                                      |
| 14-6-2010                                                                | Johannesburg                                                             | Paesi Bassi                                                              | 2 – 0                                                                    | Danimarca                                                                | Mondiali 2010 - 1º turno                                                 | -                                                                        |                                                                          |
| 19-6-2010                                                                | Pretoria                                                                 | Danimarca                                                                | 2 – 1                                                                    | Camerun                                                                  | Mondiali 2010 - 1º turno                                                 | -                                                                        |                                                                          |
| 24-6-2010                                                                | Bafokeng                                                                 | Danimarca                                                                | 1 – 3                                                                    | Giappone                                                                 | Mondiali 2010 - 1º turno                                                 | -                                                                        | 48’                                                                      |
| 11-8-2010                                                                | Copenaghen                                                               | Danimarca                                                                | 2 – 2                                                                    | Germania                                                                 | Amichevole                                                               | -                                                                        | 27’                                                                      |
| 9-2-2011                                                                 | Copenaghen                                                               | Danimarca                                                                | 1 – 2                                                                    | Inghilterra                                                              | Amichevole                                                               | -                                                                        | 46’                                                                      |
| 29-3-2011                                                                | Trnava                                                                   | Slovacchia                                                               | 1 – 2                                                                    | Danimarca                                                                | Amichevole                                                               | -                                                                        |                                                                          |
| 4-6-2011                                                                 | Reykjavík                                                                | Islanda                                                                  | 0 – 2                                                                    | Danimarca                                                                | Qual. Euro 2012                                                          | -                                                                        |                                                                          |
| 7-10-2011                                                                | Nicosia                                                                  | Cipro                                                                    | 1 – 4                                                                    | Danimarca                                                                | Qual. Euro 2012                                                          | -                                                                        |                                                                          |
| 11-10-2011                                                               | Copenaghen                                                               | Danimarca                                                                | 2 – 1                                                                    | Portogallo                                                               | Qual. Euro 2012                                                          | -                                                                        | 76’                                                                      |
| 11-11-2011                                                               | Copenaghen                                                               | Danimarca                                                                | 2 – 0                                                                    | Svezia                                                                   | Amichevole                                                               | -                                                                        |                                                                          |
| 29-2-2012                                                                | Copenaghen                                                               | Danimarca                                                                | 0 – 2                                                                    | Russia                                                                   | Amichevole                                                               | -                                                                        | 70’                                                                      |
| 26-5-2012                                                                | Amburgo                                                                  | Brasile                                                                  | 3 – 1                                                                    | Danimarca                                                                | Amichevole                                                               | -                                                                        |                                                                          |
| 2-6-2012                                                                 | Copenaghen                                                               | Danimarca                                                                | 2 – 0                                                                    | Australia                                                                | Amichevole                                                               | -                                                                        | 74’                                                                      |
| 9-6-2012                                                                 | Charkiv                                                                  | Paesi Bassi                                                              | 0 – 1                                                                    | Danimarca                                                                | Euro 2012 - 1º turno                                                     | -                                                                        | 78’                                                                      |
| 13-6-2012                                                                | Leopoli                                                                  | Danimarca                                                                | 2 – 3                                                                    | Portogallo                                                               | Euro 2012 - 1º turno                                                     | -                                                                        |                                                                          |
| 17-6-2012                                                                | Leopoli                                                                  | Danimarca                                                                | 1 – 2                                                                    | Germania                                                                 | Euro 2012 - 1º turno                                                     | -                                                                        |                                                                          |
| 22-3-2013                                                                | Olomouc                                                                  | Rep. Ceca                                                                | 0 – 3                                                                    | Danimarca                                                                | Qual. Mondiali 2014                                                      | -                                                                        |                                                                          |
| 26-3-2013                                                                | Copenaghen                                                               | Danimarca                                                                | 1 – 1                                                                    | Bulgaria                                                                 | Qual. Mondiali 2014                                                      | -                                                                        |                                                                          |
| 5-6-2013                                                                 | Aalborg                                                                  | Danimarca                                                                | 2 – 1                                                                    | Georgia                                                                  | Amichevole                                                               | -                                                                        | 75’                                                                      |
| 11-6-2013                                                                | Copenaghen                                                               | Danimarca                                                                | 0 – 4                                                                    | Armenia                                                                  | Qual. Mondiali 2014                                                      | -                                                                        |                                                                          |
| 14-10-2014                                                               | Copenaghen                                                               | Danimarca                                                                | 0 – 1                                                                    | Portogallo                                                               | Qual. Euro 2016                                                          | -                                                                        | 58’                                                                      |
| 14-11-2014                                                               | Belgrado                                                                 | Serbia                                                                   | 1 – 3                                                                    | Danimarca                                                                | Qual. Euro 2016                                                          | -                                                                        | 87’                                                                      |
| 18-11-2014                                                               | Bucarest                                                                 | Romania                                                                  | 2 – 0                                                                    | Danimarca                                                                | Amichevole                                                               | -                                                                        | 79’                                                                      |
| 25-3-2015                                                                | Aarhus                                                                   | Danimarca                                                                | 3 – 2                                                                    | Stati Uniti                                                              | Amichevole                                                               | -                                                                        | 53’                                                                      |
| 29-3-2015                                                                | Saint-Denis                                                              | Francia                                                                  | 2 – 0                                                                    | Danimarca                                                                | Amichevole                                                               | -                                                                        | 46’                                                                      |
| 8-6-2015                                                                 | Viborg                                                                   | Danimarca                                                                | 2 – 1                                                                    | Montenegro                                                               | Amichevole                                                               | -                                                                        | 72’                                                                      |
| 13-6-2015                                                                | Copenaghen                                                               | Danimarca                                                                | 2 – 0                                                                    | Serbia                                                                   | Qual. Euro 2016                                                          | -                                                                        |                                                                          |
| Totale                                                                   |                                                                          | Presenze                                                                 | 35                                                                       |                                                                          | Reti                                                                     | 0                                                                        |                                                                          |

## Palmarès
- 1. Division: 1

Sønderjysk: 2004-2005
- Campionato olandese: 2

AZ Alkmaar: 2008-2009
PSV: 2015-2016
- Supercoppa dei Paesi Bassi: 1

AZ Alkmaar: 2009